# ソンミ (歌手)
ソンミ（朝: 선미、英: Sunmi、1992年5月2日 - ）は、大韓民国の歌手である。本名はイ・ソンミ（朝: 이선미、英: Lee Sunmi、漢: 李宣美）。
2007年、JYPエンターテインメント所属のガールズグループWonder Girlsとしてデビューし、一世を風靡する。休業後、2013年にソロデビュー。2015年、Wonder Girlsに復帰。2017年2月に解散後、MAKEUSエンターテインメント（現・ABYSS COMPANY）に移籍し、ソロ歌手として再始動した。

## 経歴
| 「24 Hours」（2013年） |  | 「24 Hours」（2013年） |
| 「24 Hours」（2013年） |  |                        |

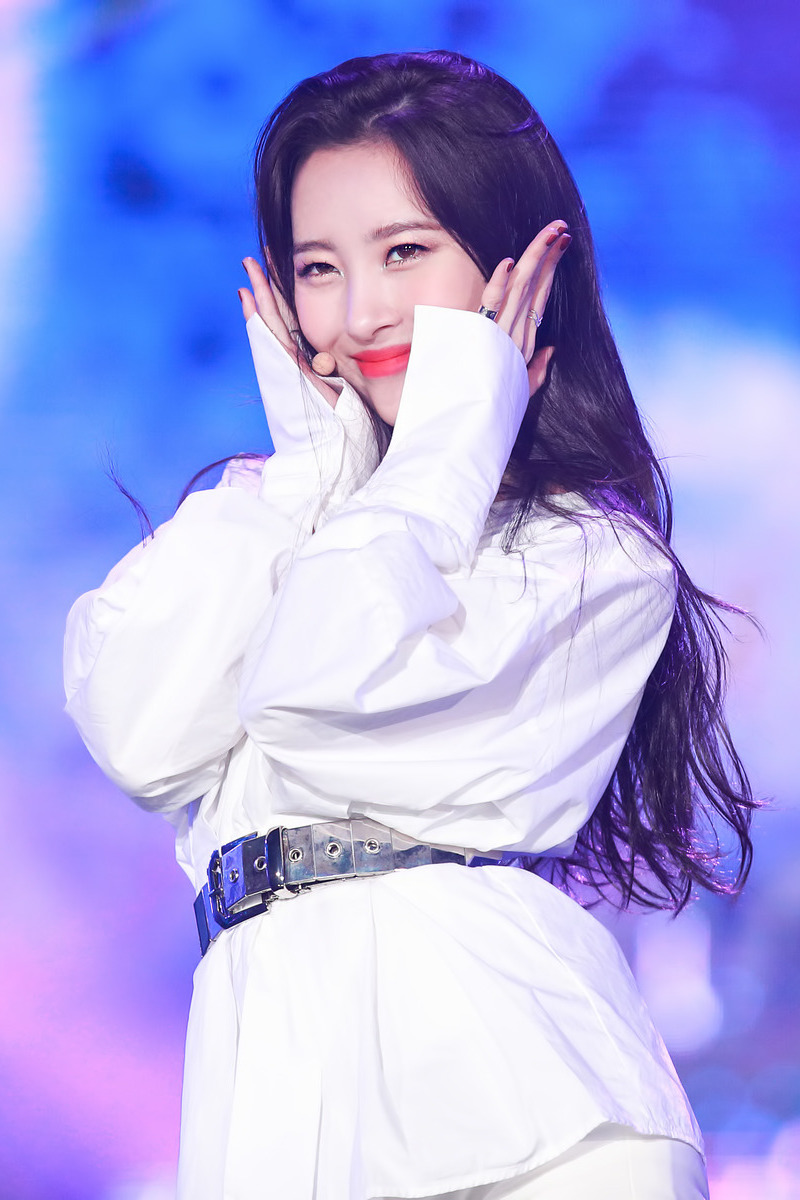
2017年

1992年5月2日、韓国全羅北道裡里市（現・益山市）に生まれる。公開オーディションを通じてJYPエンターテインメントの練習生になる。
2007年2月、Wonder Girlsとしてシングルアルバム『The Wonder Begins』でデビュー。タイトル曲は「Irony」。
2008年、「Tell Me」の歴史的大ヒットにより、一躍スターダムにのし上がる。
2009年、Wonder Girlsの米国進出のために高校を退学。
2010年2月、大学進学のためWonder Girlsに在籍したまま休業。
2011年、東国大学校演劇学部に進学。
2013年8月26日、デジタルシングル『24 Hours』でソロデビューした。音楽配信ランキングで1位を記録。
2014年2月17日、アルバム『Full Moon』をリリース。
「24 Hours」では裸足で踊る理由を「もともと裸足になるつもりはなかったが、振り付けの中に男性のダンサーの太ももの上に立つ部分があり、ヒールの踵で傷つけないよう、脱いで踊ることにした。」と語っている。続く「Full Moon」でも裸足で妖艶なダンスを披露した。
2015年6月、2年ぶりにバンド形式で活動再開したWonder Girlsに復帰 。同年8月、アルバム『REBOOT』リリース。3曲を共同で書き、プロデュースした。
2016年、全曲自作曲のシングルアルバム『Why So Lonely』に2曲提供。
2017年1月26日、Wonder Girlsが解散することを発表。2月10日にデジタルシングル『Draw Me』をリリース後、解散。
2017年2月下旬、MAKEUSエンターテイメントと契約。「新しい事務所で音楽を頑張り、皆に自分の新しい面を見せたい 。まずは、前の事務所、ファン、知人のサポートに感謝したい」とコメントした。
同年8月22日、THE BLACK LABELのテディ・パクのプロデュースで、シングルアルバム『Gashina』をリリースした。このシングルは「東洋風の雰囲気と独特のリズミカルなベースサウンドを奏でるダンスホールスタイルのシンセポップナンバー」と表現された。

## ディスコグラフィー

### ミニアルバム
| タイトル     | 年     | 最高順位 | 最高順位        | ダウンロード数 |
| タイトル     | 年     | Gaon     | Billboard K-Pop | ダウンロード数 |
| ------------ | ------ | -------- | --------------- | -------------- |
| Full Moon    | 2014年 | 12       |                 |                |
| Warning      | 2018年 | 9        |                 |                |
| 6分の1 (1/6) | 2021年 |          |                 |                |

### シングル
| タイトル              | 年     | 最高順位 | 最高順位        | ダウンロード数       |
| タイトル              | 年     | Gaon     | Billboard K-Pop | ダウンロード数       |
| --------------------- | ------ | -------- | --------------- | -------------------- |
| 24 Hours              | 2013年 | 2        | 3               | 763,750（2013年）    |
| Full Moon             | 2014年 | 2        | 3               | 894,993（2014年）    |
| Gashina               | 2017年 | 1        | 3               | 1,100,000+（2017年） |
| 主人公 (Heroine)      | 2018年 | 2        | 3               |                      |
| Siren                 | 2018年 | 1        | 5               |                      |
| Noir                  | 2019年 | 8        | 3               |                      |
| LALALAY               | 2019年 |          |                 |                      |
| pporappippam          | 2020年 |          |                 |                      |
| TAIL                  | 2021年 |          |                 |                      |
| You can't sit with us | 2021年 |          |                 |                      |
| Heart Burn            | 2022年 |          |                 |                      |
| STRANGER              | 2023年 |          |                 |                      |

## テレビ出演
- 2006年 - 2009年 MTV『MTV Wonder Girls』
- 2008年 『Wonder Bakery』
- 2009年 Mnet『Welcome to Wonderland』
- 2014年 SBS『Fashion King Korea』
- 2021年 Mnet『Girls Planet 999』 - K-POPマスター

## 受賞歴
- 2005年 9th SM Youth Best Contest Best Face 2nd Place 部門
- 2014年 Mnet Asian Music Awards Best Dance Performance - Solo 部門「Full Moon (feat. Lena)」